# Ромішевський Ігор Анатолійович
Ігор Анатолійович Ромішевський (рос. И́горь Анато́льевич Ромише́вский; нар. 25 березня 1940, Жуковський, Московська область, РРФСР, СРСР — пом. 28 вересня 2013, Москва, Росія) — радянський хокеїст, тренер і спортивний функціонер. Олімпійський чемпіон.

## Із біографії
Народився 25 березня 1940 року в місті вчених — підмосковному Жуковському. Виступав за юнацьку команду ЦСКА. В березні 1961 тренер Борис Кулагін поїхав у відрядження до СКА (Куйбишев), а з ним двоє молодих гравців ЦСКА: воротар Віктор Павлушкін і нападник Ігор Ромішевський.
У першому ж матчі закинув три шайби у ворота калінінградського «Труда». СКА (Куйбишев) переміг у чемпіонаті РРФСР і здобув путівку до еліти радянського хокею, а Ромішевський повернувся до Москви.
У складі столичного армійського клуба дев'ять разів здобував золоті нагороди чемпіонатів країни. Двічі був срібним призером національної ліги і одного разу — бронзовим. За дванадцять сезонів у чемпіонаті СРСР провів 350 матчів та забив 51 гол. Чотири рази перемагав у кубку СРСР і три — у кубку європейських чемпіонів. З 1963 року виступав у захисті. Шість разів входив до списку 34-х найкращих радянських хокеїстів сезону (1965, 1966, 1968—1971).
За збірну Радянського Союзу дебютував 26 лютого 1965 року. У Москві господарі перемогли збірну Канади (5:1). У складі національної команди був учасником двох Олімпіад (1968, 1972). На цих турнірах збірна СРСР була найсильнішою.
На чемпіонатах світу здобув чотири золоті й одну срібну нагороду. Чемпіон Європи 1968, 1969, 1970; срібний призер — 1971, 1972. На Олімпійських іграх та чемпіонатах світу провів 43 матчі (2 закинуті шайби), а всього у складі збірної СРСР — 129 матчів (15 голів).
У 1969 закінчив Московських лісотехнічний інститут. Кандидат технічних наук (1974). У 1974—1979 роках очолював кафедру фізичного виховання і спорту Московського фізико-технічного інституту. Голова Федерації хокею РРФСР з 1975 по 1979 рік.
Працював головним тренером ленінградського СКА (1979—1981). З 1984 по 1990 очолював новосибірський СКА. З 1995 року віце-президент, а з грудня 2006 — президент клубу «Золота шайба». Вніс вагомий внесок у розвиток дитячого хокею. Нагороджений двома орденами «Знак Пошани» (1969, 1972), орденом Дружби (1996) і орденом Пошани (2011).

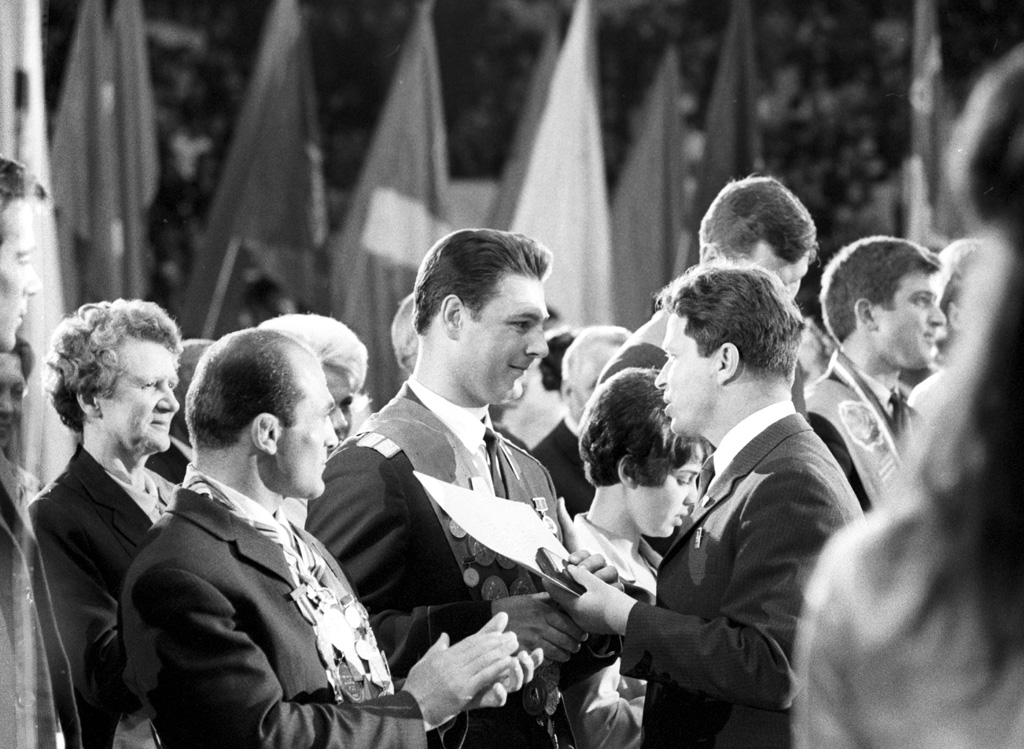
Перший секретар ЦК ВЛКСМ Євген Тяжельников нагороджує комсомолця Ігоря Ромішевського (Москва, 1970 рік)

Помер 28 вересня 2013 року, на 74-му році життя, в Москві. Похований на Троєкурівському кладовищі.

## Досягнення
- Олімпійський чемпіон (2): 1968, 1972
- Чемпіон світу (4): 1968, 1969, 1970, 1971
- Срібний призер (1): 1972
- Чемпіон Європи (3): 1968, 1969, 1970
- Срібний призер (2): 1971, 1972
- Володар КЄЧ (3): 1969, 1970, 1971
- Чемпіон СРСР (9): 1961, 1963, 1964, 1965, 1966, 1968, 1970, 1971, 1972
- Срібний призер (2): 1967, 1969
- Бронзовий призер (1): 1962
- Володар кубка СРСР (4): 1966, 1967, 1968, 1969

## Статистика
| Сезон   | Чемпіонат СРСР | Чемпіонат СРСР | Збірна СРСР | Збірна СРСР | Всього | Всього |
| Сезон   | Ігри           | Голи           | Ігри        | Голи        | Ігри   | Голи   |
| ------- | -------------- | -------------- | ----------- | ----------- | ------ | ------ |
| 1960/61 | ?              | 3              |             |             | ?      | 3      |
| 1961/62 | 27             | 8              |             |             | 27     | 6      |
| 1962/63 | 31             | 9              |             |             | 31     | 9      |
| 1963/64 | ?              | 7              |             |             | ?      | 7      |
| 1964/65 | 36             | 7              | 2           | 1           | 38     | 8      |
| 1965/66 | 33             | 5              | 13          | 2           | 46     | 7      |
| 1966/67 | 41             | 5              | 13          | 5           | 54     | 10     |
| 1967/68 | 43             | 4              | 19          | 3           | 62     | 7      |
| 1968/69 | 23             | 1              | 23          | 1           | 46     | 2      |
| 1969/70 | 36             | 1              | 18          | 0           | 54     | 1      |
| 1970/71 | 29             | 1              | 17          | 3           | 46     | 4      |
| 1971/72 | 23             | 0              | 24          | 0           | 47     | 0      |
| Всього  | 350            | 51             | 129         | 15          | 479    | 66     |